# School is Cool
School is Cool is een Belgische barokpopband.

## Geschiedenis
Op 28 november 2009 speelde School is Cool hun derde optreden in een vijftallige bezetting op Frappantpop en kaapte hiermee de publieksprijs en derde juryprijs weg.
Op 28 maart 2010 eindigde de band als winnaar tijdens Humo's Rock Rally, vóór The Sore Losers en Willow. Op 22 april 2010 werd hun eerste single "New Kids in Town" op Studio Brussel voorgesteld. Enkele weken later kwam de bijbehorende zelfgemaakte videoclip (budget van 250 euro en regie door toenmalige bassist Michael Van Ostade). Na vier weken in De Afrekening stond de single op één en behield die plaats zes weken. Eind mei kwam New Kids In Town op de 30e plaats binnen in de Ultratop 50. In de zomer van 2010 speelde School is Cool op festivals zoals Genk on Stage, Cirque@Taque, Boomtown, Dranouter, Marktrock, Maanrock en Pukkelpop.
Op 18 oktober 2011 verscheen hun debuutalbum Entropology, korte tijd later gevolgd door een concert in de Ancienne Belgique en op 11 november in de Gentse Vooruit. Het eerste nummer op dit nieuwe album, The World Is Gonna End Tonight, werd de nieuwe single en bereikte op 15 oktober 2011 de eerste plaats in De Afrekening waar het drie weken bleef staan.
In augustus 2012 kondigde Nele Paelinck aan dat ze de groep verlaat om naar Argentinië te emigreren. Ze werd vervangen door Hanne Torfs en Justine Bourgeus. Op 8 maart 2014 kondigde de groep het vertrek aan van Andrew Van Ostade. Op de privéredenen van het vertrek werd toen niet verder ingegaan. De reden bleek anderhalf jaar later een dispuut over een ski-ongeval met de vriendin van Johannes Genard te zijn.
In maart 2014 kwam het tweede album Nature Fear uit. De ontvangst was positief en werd in vergelijking met het eerste 'donkerder' en 'meer volwassen' werd genoemd. De eerste single heet 'Wide Eyed & Wild Eyed'. In september 2017 kwam dan eindelijk de lang verwachte derde cd uit ('Good News'). 
In 2016, en in 2024, nam Genard deel aan het programma Liefde voor Muziek. 
Things That Don't Go Right dat uitkwam in 2020 is hun vierde album, eerste single was Close. In oktober 2022 verscheen het album Brittle Dream.

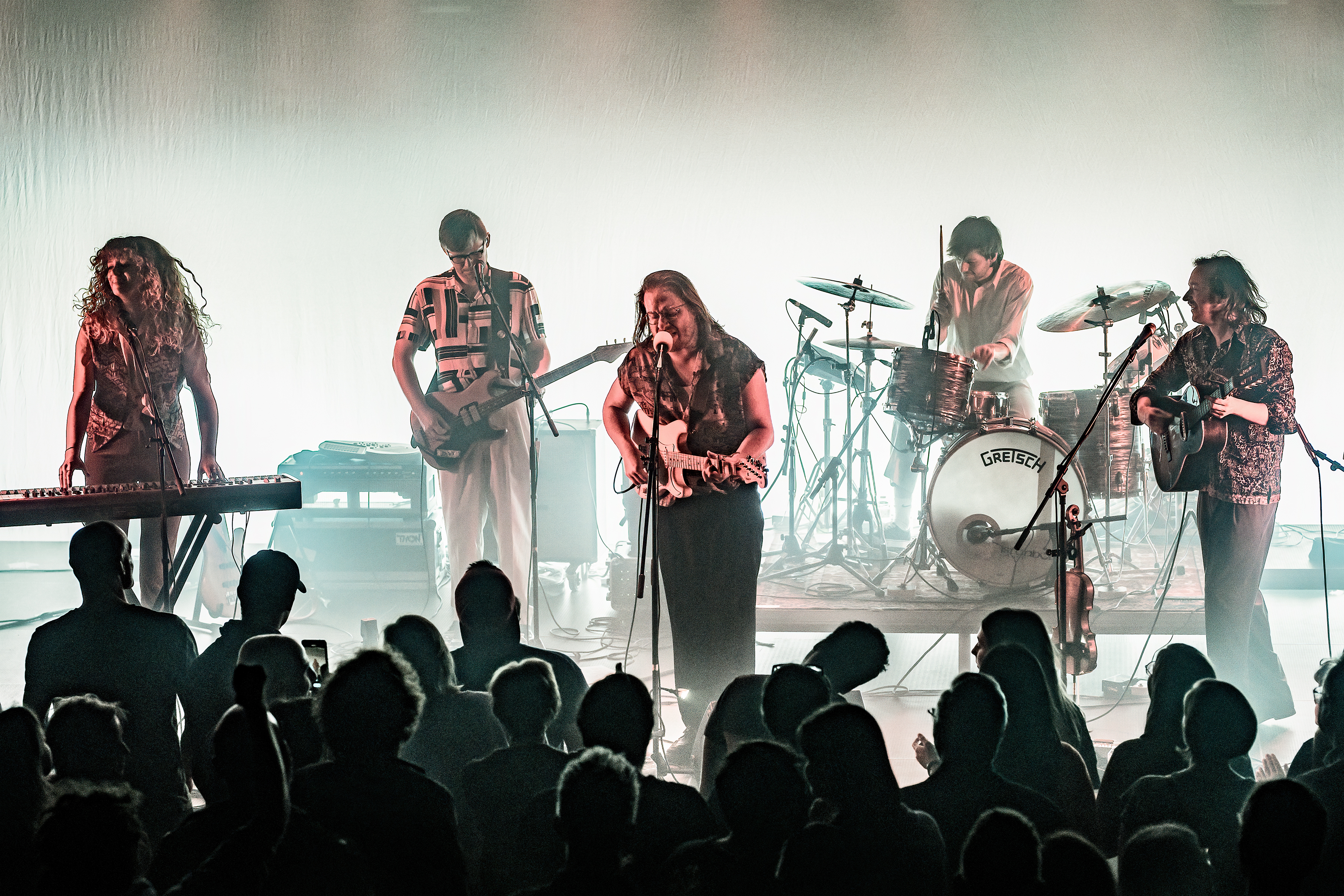
School is Cool live in 2023

## Discografie

### Albums
| Album met eventuele hitnotering(en) in de Nederlandse Album Top 100 | Datum van verschijnen | Datum van binnenkomst | Hoogste positie | Aantal weken | Opmerkingen |
| ------------------------------------------------------------------- | --------------------- | --------------------- | --------------- | ------------ | ----------- |
| Entropology                                                         | 18-10-2011            | 28-01-2012            | 98              | 1            |             |

| Album met hitnotering(en) in de Vlaamse Ultratop 200 albums | Datum van verschijnen | Datum van binnenkomst | Hoogste positie | Aantal weken | Opmerkingen |
| ----------------------------------------------------------- | --------------------- | --------------------- | --------------- | ------------ | ----------- |
| Entropology                                                 | 18-10-2011            | 05-11-2011            | 10              | 45           |             |
| Nature Fear                                                 | 24-03-2014            | 29-03-2014            | 12              | 24           |             |
| Good News                                                   | 22-09-2017            | 30-09-2017            | 6               | 12           |             |
| Things That Don't Go Right                                  | 06-03-2020            | 14-03-2020            | 16              | 12           |             |
| Brittle Dream                                               | 28-10-2022            | 12-11-2022            | 106             | 2            |             |

### Singles
| Single met hitnotering(en) in de Vlaamse Ultratop 50 | Datum van verschijnen | Datum van binnenkomst | Hoogste positie | Aantal weken | Opmerkingen |
| ---------------------------------------------------- | --------------------- | --------------------- | --------------- | ------------ | ----------- |
| New Kids in Town                                     | 17-05-2010            | 29-05-2010            | 30              | 5            |             |
| In Want of Something                                 | 23-05-2011            | 11-06-2011            | tip2            | -            |             |
| The World Is Gonna End Tonight                       | 29-08-2011            | 24-09-2011            | 36              | 7            |             |
| Warpaint                                             | 06-02-2012            | 21-01-2012            | tip11           | -            |             |
| The Underside                                        | 14-05-2012            | 19-05-2012            | tip20           | -            |             |
| Wide-Eyed & Wild-Eyed                                | 21-02-2014            | 01-03-2014            | tip13           | -            |             |
| Envelop Me                                           | 12-05-2014            | 17-05-2014            | tip25           | -            |             |
| Tusks                                                | 26-09-2014            | 01-11-2014            | tip69           | -            |             |
| If So                                                | 08-05-2015            | 16-05-2015            | tip13           | -            |             |
| AK-47                                                | 30-10-2015            | 21-11-2015            | tip56           | -            |             |
| Trophy Wall                                          | 17-03-2017            | 25-03-2017            | tip2            | -            |             |
| Run Run Run Run Run                                  | 11-08-2017            | 19-08-2017            | tip9            | -            |             |
| I'm Not Fine                                         | 16-02-2018            | 24-02-2018            | tip             | -            |             |
| Close                                                | 29-11-2019            | 07-12-2019            | tip2            | -            |             |
| On the Halfway Line                                  | 28-02-2020            | 07-03-2020            | tip19           | -            |             |
| Thunder & Lightning                                  | 03-07-2020            | 11-07-2020            | tip47           | -            |             |
| Nothing Good                                         | 02-10-2020            | 10-10-2020            | tip14           | -            |             |